# Končanica
Končanica (csehül: Končenice) falu és község Horvátországban Belovár-Bilogora megyében.

## Fekvése
Belovártól légvonalban 38, közúton 44 km-re délkeletre, Daruvártól légvonalban 7, közúton 9 km-re északnyugatra, Nyugat-Szlavóniában, az Ilova bal oldali mellékvize, a Končanica-patak partján fekszik. Északról a Bilo-hegység, keletről a Papuk-hegység, nyugatról a Monoszlói-hegység határolja. Itt halad át a Belovárt Daruvárral összekötő főút. A tengerszint feletti magasság 140 és 170 méter között váltakozik. Éghajlata kontinentális, mérsékelt mennyiségű csapadékkal. Končanicán gyakoriak az árvizek, melyeket az Ilova és mellékvizei a Đurđička, Crnaja és Končanica-patakok okoznak.

## A község települései
A községhez Boriszállás, Brestovačka Brda, Daruvarski Brestovac, Diósszentpál, Imsovac Končanica,  Otkopi, Stražanac és Šuplja Lipa települések tartoznak.

## Története
A község területén már a középkorban említenek két erődítményt Brestovac és „Konthowcza” várait. Brestovac plébániáját 1334-ben említik „Item beate virgnis in possessione filiorum Ysau” néven. A plébánia központja ott állt, ahol ma a brestovaci pravoszláv parókia van. Az Ilova és a Toplica folyók között Brestovac határában a Điurđička nevű erdőben találhatók a térség legjelentősebb középkori településének Toplicának a maradványai. Itt 1702-ben még láthatók voltak az 1334-ben, majd később többször is említett középkori Szent György plébániatemplom romjai is. A várak és a templomok a 16. század közepén a török háborúkban pusztultak el. A térség 1542 és 1687 között török uralom alatt állt és lényegében lakatlan volt.
A török kiűzése után rengeteg szántóföld hevert parlagon, műveletlenül. Ezért a bécsi udvar elhatározta, hogy a földeket a betelepítendő határőrcsaládok között osztja fel. Az első betelepülő horvát családok a Szávamente, Lika és Gorski kotar területéről, míg a szerbek Boszniából érkeztek. Újjászervezték a közigazgatást is. A települést 1774-ben az első katonai felmérés térképén „Koncsano Polie” néven találjuk.
Lipszky János 1808-ban Budán kiadott repertóriumában „Konchanicza” néven szerepel. Nagy Lajos 1829-ben kiadott művében „Konchanicza” néven 50 házzal, 35 katolikus és 274 ortodox vallású lakossal találjuk.
A Magyar Királyságon belül Horvát–Szlavónország részeként, Pozsega vármegye Daruvári járásának része volt. 1857-ben 817, 1910-ben 1.198 lakosa volt. A 19. század végén és a 20. század elején az olcsó földterületek miatt és a jobb megélhetés reményében főként cseh lakosság telepedett le itt, de élt itt néhány magyar család is. 1910-ben a népszámlálás adatai szerint lakosságának 91%-a cseh, 4%-a horvát anyanyelvű volt. Az I. világháború után 1918-ban az új szerb-horvát-szlovén állam, majd később (1929-ben) Jugoszlávia része lett. 1941 és 1945 között a németbarát Független Horvát Államhoz, háború után a település a szocialista Jugoszláviához tartozott. 1991-től a független Horvátország része. 1991-ben lakosságának 78%-a cseh, 15%-a horvát nemzetiségű volt. 2011-ben a településnek 874, a községnek összesen 2.360 lakosa volt.

## Lakossága
| Lakosság változása | Lakosság változása | Lakosság változása | Lakosság változása | Lakosság változása | Lakosság változása | Lakosság változása | Lakosság változása | Lakosság változása | Lakosság változása | Lakosság változása | Lakosság változása | Lakosság változása | Lakosság változása | Lakosság változása | Lakosság változása |
| ------------------ | ------------------ | ------------------ | ------------------ | ------------------ | ------------------ | ------------------ | ------------------ | ------------------ | ------------------ | ------------------ | ------------------ | ------------------ | ------------------ | ------------------ | ------------------ |
| 1857               | 1869               | 1880               | 1890               | 1900               | 1910               | 1921               | 1931               | 1948               | 1953               | 1961               | 1971               | 1981               | 1991               | 2001               | 2011               |
| 707                | 1.041              | 995                | 1.246              | 1.313              | 1.524              | 1.650              | 1.633              | 1.470              | 1.530              | 1.460              | 1.347              | 1.264              | 1.153              | 986                | 874                |

## Nevezetességei
- A település határában a belterülettől délre, a Zidinének nevezett területen állt Konthowcza középkori vára. Ezen a részben beerdősült területen ma is láthatók az egykori vár sáncai. A várat az Ilovai család építette valószínűleg a közelgő török veszély hatására a 15. században. Főként a 16. század első felében említik az írott források.
- A falu központjától 150 méterre délkeletre található a Zidina nevű hely, egy nagyméretű plató, melyet köröskörül bevágott lejtők öveznek. A helyi hagyomány szerint egykor ezen a helyen is vár állt.
- Szűz Mária mennybevétele tiszteletére szentelt római katolikus plébániatemploma[7] 1909-ben épült. Az itteni hívek akkor még Daruvárhoz tartoztak. 1977-ben Končanicát leválasztották Daruvárról és önálló plébánia lett. A templomot utoljára 2005-ben újították meg. Egyhajós épület, téglalap alaprajzú, keskenyebb, lekerekített szentéllyel, a keleti főhomlokzaton álló harangtoronnyal, a nyugati homlokzat mentén pedig szimmetrikusan elhelyezett, a sokszög alaprajzú Szent Antal oldalkápolnával. Boltozata barokk keresztboltozat, oldalsó bordázott pilasztereken nyugvó tartógerendákkal. A kórus a keleti fal mentén két hatalmas oszlopon nyugszik. Dekorációs elemeként minden homlokzaton félköríves függőárkádok és félkörívben záródó ablaknyílások láthatók. A berendezés lényegesebb elemei a Szűz Mária főoltár és a szószék, amely eredetileg a grubišno poljei plébániatemplomból származik.

## Gazdaság és infrastruktúra
A helyi gazdaság alapja a mezőgazdaság. Az Ilova mellett halastavak találhatók, melyekben már több mint száz éve nevelnek halakat. A község erdőkben és vizekben gazdag területe nagy lehetőségeket biztosít a vadász és horgászturizmus fejlesztéséhez. Az utóbbi időszakban lényegesen fejlődött az infrastruktúra is. A község településeinek 75%-ában kiépült a gázvezeték hálózat. Bevezették a vizet Dioš, Končanica, Šuplja Lipa, Otkopi és Daruvarski Brestovac településekre. Korszerűsítették a helyi utakat Daruvarski Brestovac-Stražanac-Imsovac, Šuplja Lipa-Borova Kosa-Maslenjača és Daruvarski Brestovac-Ljudevit Selo-Daruvár vonatkozásában. Kormánytámogatással hidak sorát építették meg az Ilován és a Toplicán, valamint azok mellékvizein. A teljes község területén kiépítették a közvilágítást.

## Kultúra
A Beseda Končanica cseh kulturális egyesületet 1932-ben alapították.
A „Maškaradi” a csehek karneváli felvonulása, mely népszokást a cseh telepesek hozták hazájukból új hazájukba. Az évek során a szokást átalakították és az új környezethez igazították, így a hagyományokon alapuló, szigorúan kialakított szokásrendben az új karaktereket is befogadott. A maszkos menetnek apotropikus jelentése van, melynek során zajjal, tánccal és ugrásokkal űzik ki a gonosz erőket és a telet. Az esemény egyben jelentős a termékenységi kultusz is, amely a nagy fallosszal rendelkező Medve karakterében nyilvánul meg, amely termékenységet hoz a meglátogatott háztartásba. A felvonulás jelentős a közösség számára, mert elűzi a tél és az ébredő tavasz gonosz erőit, miközben ösztönzi a termékenységet. A szokás nagy jelentőséggel bír a Končanica község csehekből álló közössége számára, egyben a nemzeti identitás egyik jelentős hordozója. A szokásban akár szereplőként, akár másodlagos résztvevőként minden helyi lakos részt vesz.

## Oktatás
Končanica első népiskoláját 1860-ban építették a mai iskola helyén, mely 1963-ban épült. 2003-ban felújították és bővítették. 1931-ben cseh nyelvi tagozata létesült, majd 1944-ben megnyílt a cseh elemi iskola. A cseh anyanyelvű elemi iskola Josef Ružička nevét viseli. Az ország két cseh oktatási nyelvű iskolájának egyike (a másik Daruváron van). Kihelyezett tagozatai működnek Brestovac Daruvarski, Dioš és Stražanac településeken.

## Sport
- NK Ribar Končanica labdarúgóklub
- SK Končanica lövészklub